# Bourke’s Luck Potholes

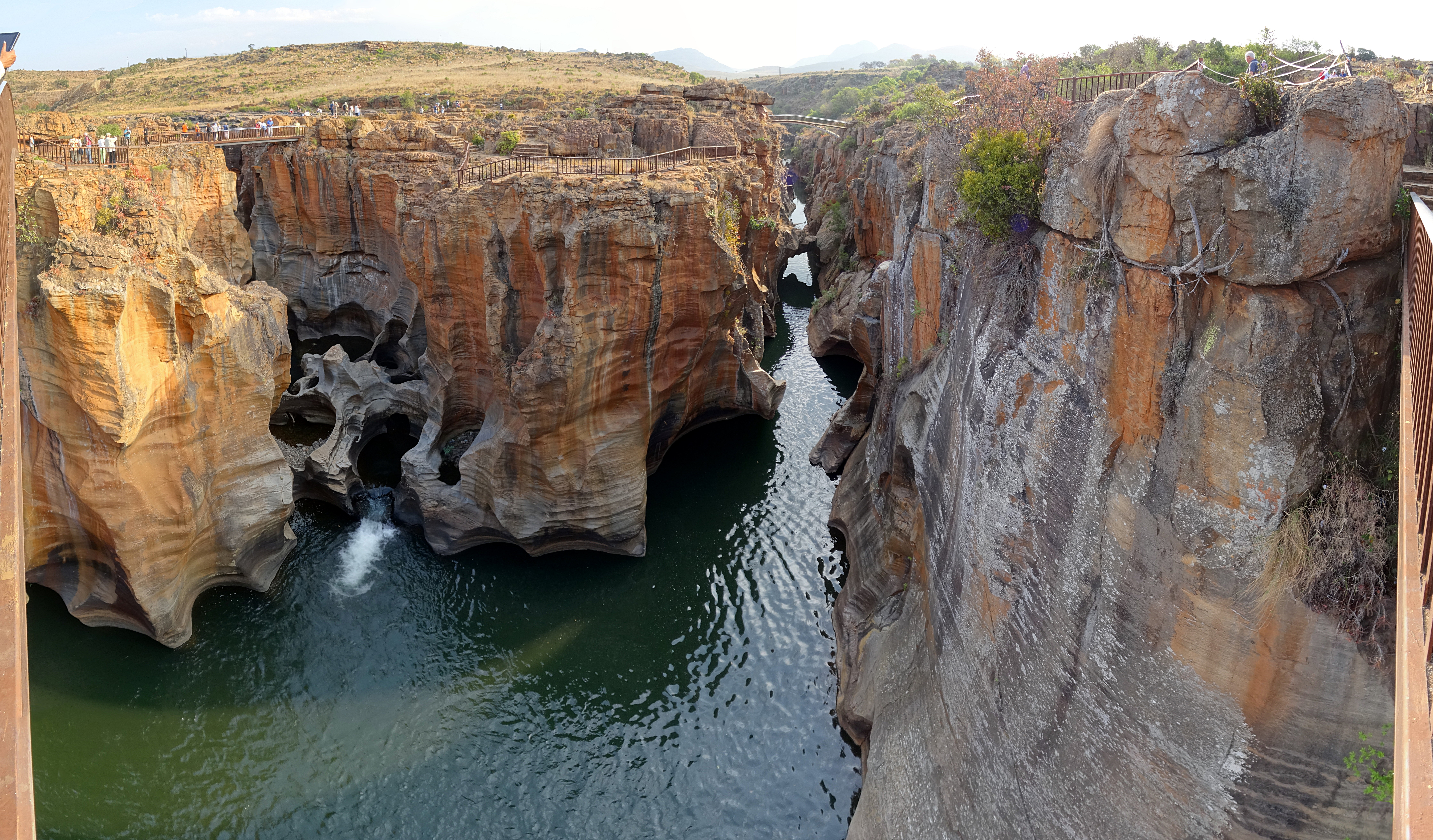
Bourke’s Luck Potholes am Beginn des Blyde River Canyon

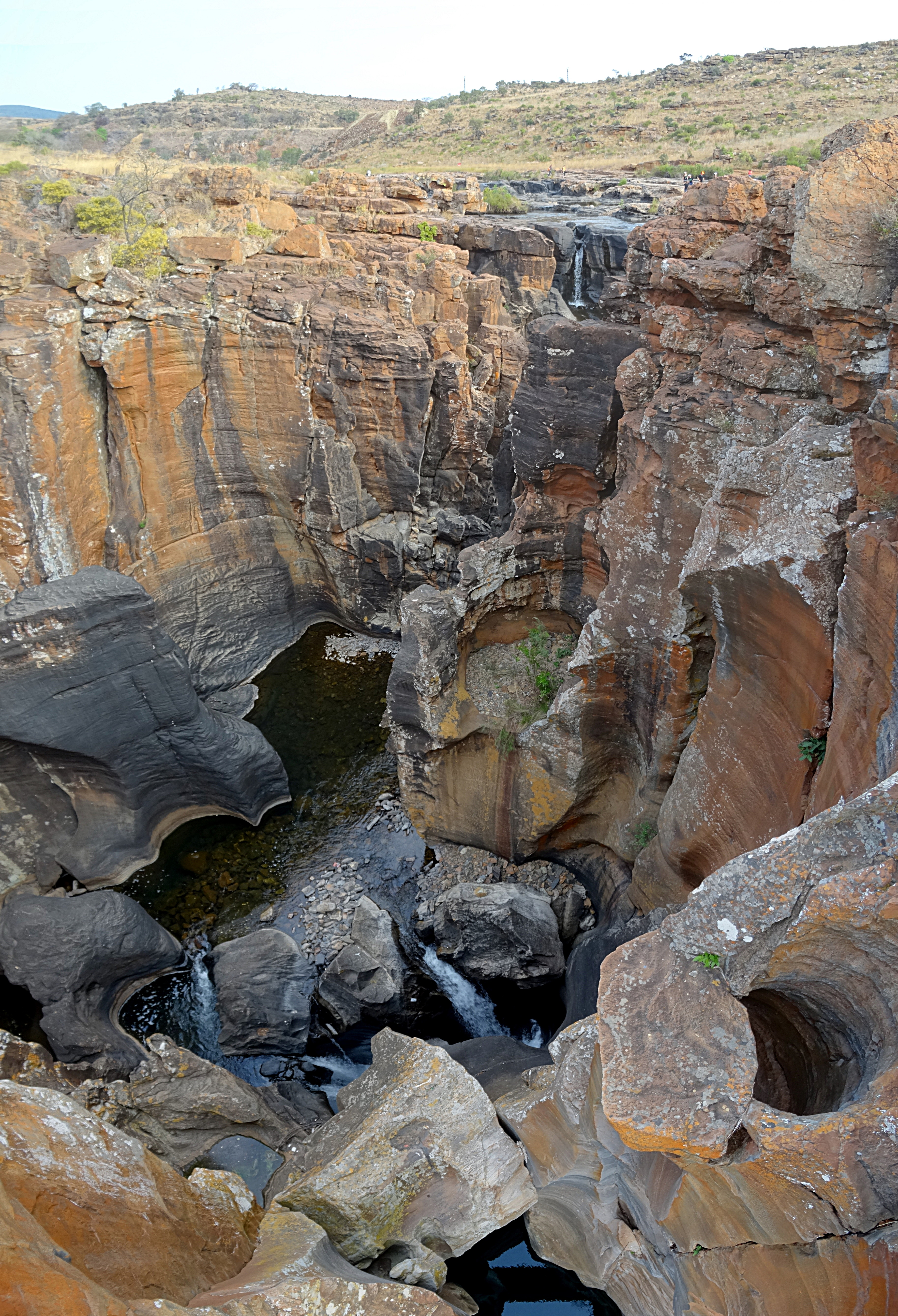
Strudellöcher am Treur River

Die Bourke’s Luck Potholes (englisch, auf Deutsch: Bourkes Glück Strudellöcher) sind eine Felseinheit an der Panorama Route in der Provinz Mpumalanga im Osten Südafrikas, in der Nähe von Graskop an der R532.
An der Einmündung des Treur River in den Blyde River ist durch die Erosion des fließenden Wassers im roten Sandstein ein Canyon entstanden, der in den Blyde River Canyon übergeht. Durch weitere Auswaschungen, insbesondere durch die Bewegung von Steinen in Strudeln, sind tiefe Strudellöcher und Kessel in das Felsgestein geschliffen worden.
Benannt wurde die Sehenswürdigkeit nach dem Goldsucher Tom Bourke, der an diesem Ort eine geringe Menge Gold fand (die zugehörige Goldader befand sich jedoch außerhalb seines Claims).